# Kronlande
| Østrig-Ungarn | |
| \| 1. Bøhmen 2. Bukovina 3. Kärnten 4. Krain 5. Dalmatien 6. Galicien og Lodomerien 7. Østrigske kystland 8. Niederösterreich \| 9. Mæhren 10. Salzburg 11. Østrigsk Schlesien 12. Steiermark 13. Tyrol 14. Oberösterreich 15. Vorarlberg 16. Ungarn 17. Kroatien 18. Bosnien og Hercegovina \| | |
| 1. Bøhmen 2. Bukovina 3. Kärnten 4. Krain 5. Dalmatien 6. Galicien og Lodomerien 7. Østrigske kystland 8. Niederösterreich | 9. Mæhren 10. Salzburg 11. Østrigsk Schlesien 12. Steiermark 13. Tyrol 14. Oberösterreich 15. Vorarlberg 16. Ungarn 17. Kroatien 18. Bosnien og Hercegovina |

Kronlande (tysk: Kronländer) var betegnelsen for delområderne i det Østrig-ungarske monarki. Det var de historiske lande, som Huset Habsburg erhvervede i løbet af århundreder, og som de styrede i personalunion. Begyndende i det 16. århundrede var de habsburgske lande underlagt en integrations- og statsdannelsesproces, der kulminerede med proklameringen af Kejserriget Østrig i slutningen af 1804.
Sammenlignet med medlemsstater af føderationer i dag, havde kronlandene ingen statskarakter; de havde f.eks. ingen egen regering eller en befolkning med et særligt statstilhørsforhold til kronlandet. Trods dette var kronlandene områder med historisk voksende politiske og retlige særegenheder og dermed noget andet end blot forvaltningsregioner.
Kronlandene havde en landsforstander eller statholder, der bestyrede forvaltningsapparatet. Landdagene var indtil 1848 traditionelle stænderforsamlinger. De blev efter revolutionen opløst af den kejserlige regering og først genoprettet i en ny form i 1860. Her fik nogle sæde gennem sit erhverv (f.eks. biskopper), mens andre blev valgt. Der fandtes dog ingen almen og lige valgret.
Efter Det Østrig-ungarske kompromis fra 1867, som gav en ny forfatning for habsburgermonarkiet på et nyt grundlag, var Ungarn ikke længere et kronland. Det blev mere et selvstændigt land, der delte nogle fælles institutioner med de øvrige dele af monarkiet.

## Kronlandene fra 1867 til 1918
- Bøhmen, Mæhren og Østrigsk Schlesien
- Niederösterreich og Oberösterreich
- Tyrol, Salzburg og Vorarlberg
- Steiermark, Kärnten, Krain og det østrigske kystland (den fælles forvaltning af kronlanene Det fyrstelige grevskab Görz og Gradisca, Den rigsumiddelbare stad Triest og Markgrevskabet Istrien)
- Galicien og Lodomerien og Bukovina
- Dalmatien